# Lucy Ann Polk
Lucy Ann Polk (Sandpoint, 16 mei 1927 − Glendale, 10 oktober 2011) was een Amerikaanse jazz- en bigbandzangeres.

## Carrière
Ze werkte in de jaren vijftig in het orkest van Les Brown, toen deze band zijn beste tijd doormaakte, met talenten als de tenorsaxofonist Dave Pell en trompettist Don Fagerquist. Polk zong tevens met enkele andere bands, waaronder die van Bob Crosby, Kay Kyser, Tommy Dorsey en Dave Pell.
In 1950 verscheen bij RCA Victor haar single 'Crazy He Calls Me'. In 1951 werkte ze met Les Brown mee aan de muziekfilm 'I've Got the World on a String'. Ze won de Downbeat-award in de categorie "Best Girl-Singer with Band" in 1951, 1952, 1953 en 1954. In 1954 verliet ze Les Brown's band, omdat ze het toeren beu was.
Polk bracht drie soloalbums uit, waarvan slechts een plaat opnieuw werd uitgegeven op cd. Dit was het nummer 'Lucky Lucy Ann' uit 1957.

## Persoonlijk leven
In 1946 trouwde Polk met Dick Noel, die toentertijd trombone speelde in de band van Les Brown.

## Discografie (selectie)
- Lucy Ann Polk with Dave Pell (1954) (Trend TL 1008 10" lp)
- Lucky Lucy Ann (met een sextet o.l.v. Marty Paich) (1957) (Mode MOD-LP-115, mono)
- Easy Livin' (1959) (Interlude ST-1004, heruitgave van Lucky Lucy Ann, in stereo)